# Synopsidia jodes
Synopsidia jodes là một loài bướm đêm trong họ Geometridae.